# Klockrike och Brunneby landskommun
Klockrike och Brunneby kommun var en mycket kortvarig kommun i Östergötlands län.

## Administrativ historik
När 1862 års kommunalförordningar trädde i kraft den 1 januari 1863 kom de två socknarna Brunneby och Klockrike i Bobergs härad att bilda en gemensam borgerlig kommun. I kyrkligt hänseende inrättades dock två församlingar, trots att dessa båda församlingar sedan några årtionden haft en gemensam kyrka, Klockrike kyrka.
Redan 1868 delades dock kommunen så att båda församlingarna kom att bilda var sin kommun, Brunneby landskommun och Klockrike landskommun. Vid kommunreformen 1952 återförenades de dock när de tillsammans med tidigare Kristberg bildade Borensbergs kommun (nu i Motala kommun).